# Ланкоскладальне
Ланкóскладальне — пасажирський залізничний зупинний пункт Запорізької дирекції Придніпровської залізниці на перетині ліній Федорівка — Джанкой та Нововесела — Федорівка між станціями Федорівка (2 км) та зупинним пунктом Платформа 1200 км (3 км). Розташований у південній частині села Новобогданівка Мелітопольського району Запорізької області. Поблизу зупинного пункту відгалужується неелектрифікована одноколійна лінія у напрямку станції Нововесела.

## Пасажирське сполучення
До повномасштабного російського вторгнення в Україну на зупинному пункті Ланкоскладальне зупинялися приміські електропоїзди у напрямку станцій Запоріжжя I Мелітополь.
Рух приміських поїздів сполученням Мелітополь — Нововесела та Мелітополь — Верхній Токмак був припинений з 18 березня 2020 року на невизначений термін.